# Abou Gosh
Pour les articles homonymes, voir Gosh.
Abou Gosh est un village israélien (conseil local du district de Jérusalem) dont la population est majoritairement musulmane.

## Toponymie
Le nom précédent d'Abou-Gosh était « Karyat el-Anab » (la « ville du raisin » en arabe) car il se trouvait à l'emplacement de l'ancien village biblique de « Kiryat-Anavim » (la « ville du raisin » en hébreu).
L'appellation du lieu Abou-Gosh provient du nom de la famille propriétaire du terrain depuis le XVIe siècle. La famille Abou-Gosh est une famille musulmane originaire du Caucase. On estime que 98 % de la population musulmane d'Abou-Gosh est descendante de cette famille. Au cours des XVIIIe et XIXe siècles, la famille Abou-Gosh se rend célèbre dans la région, car elle perçoit les taxes de passage sur la route menant à Jérusalem, mais également grâce aux relations d'amitié qu'elle a su tisser avec la population juive. Il faut signaler que, même au plus fort de la Guerre d'Indépendance, la population arabe d'Abou-Gosh n'a jamais pris part aux conflits entre Juifs et Arabes.

## Historique

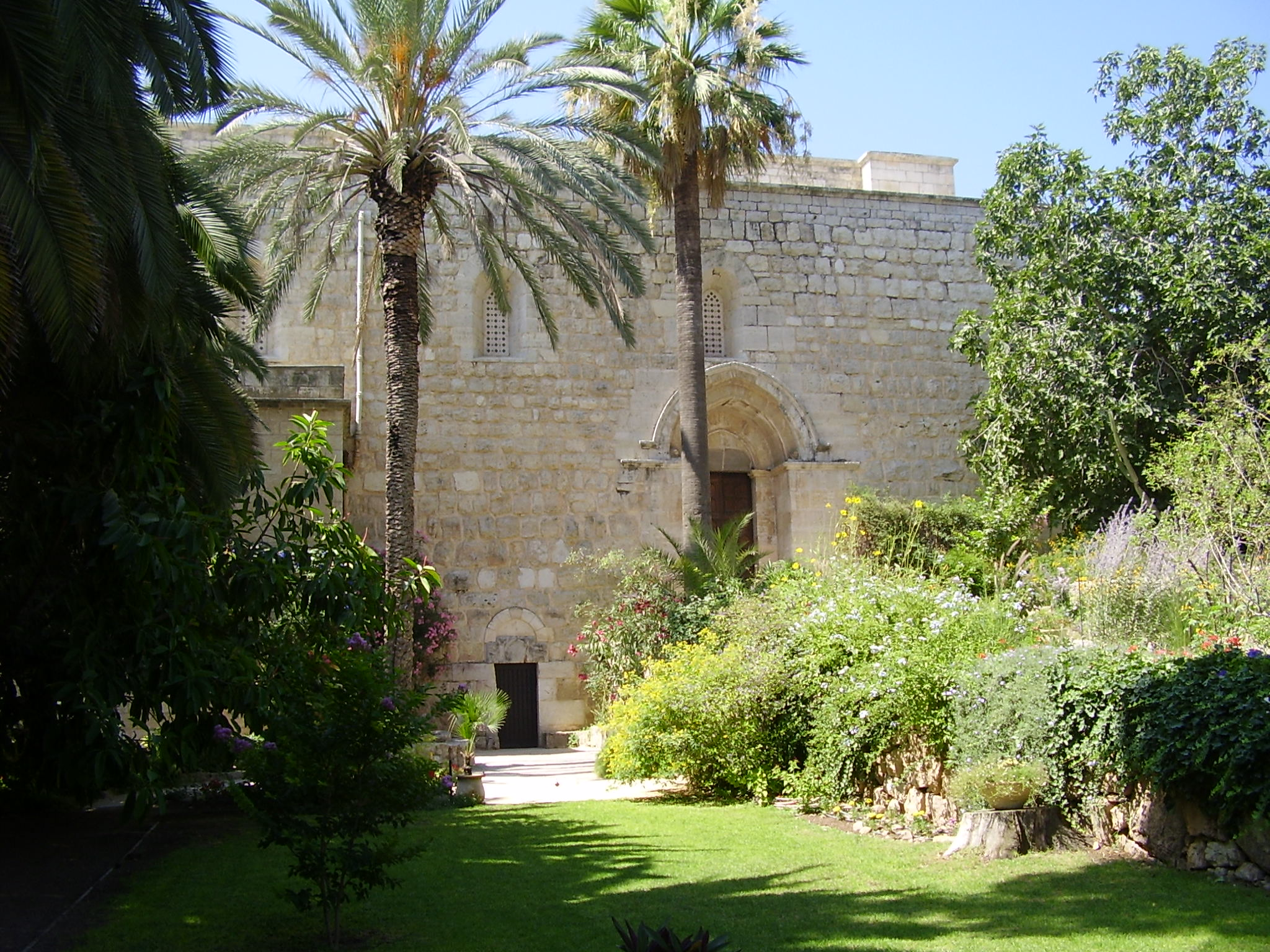
Monastère bénédictin d'Abou Gosh

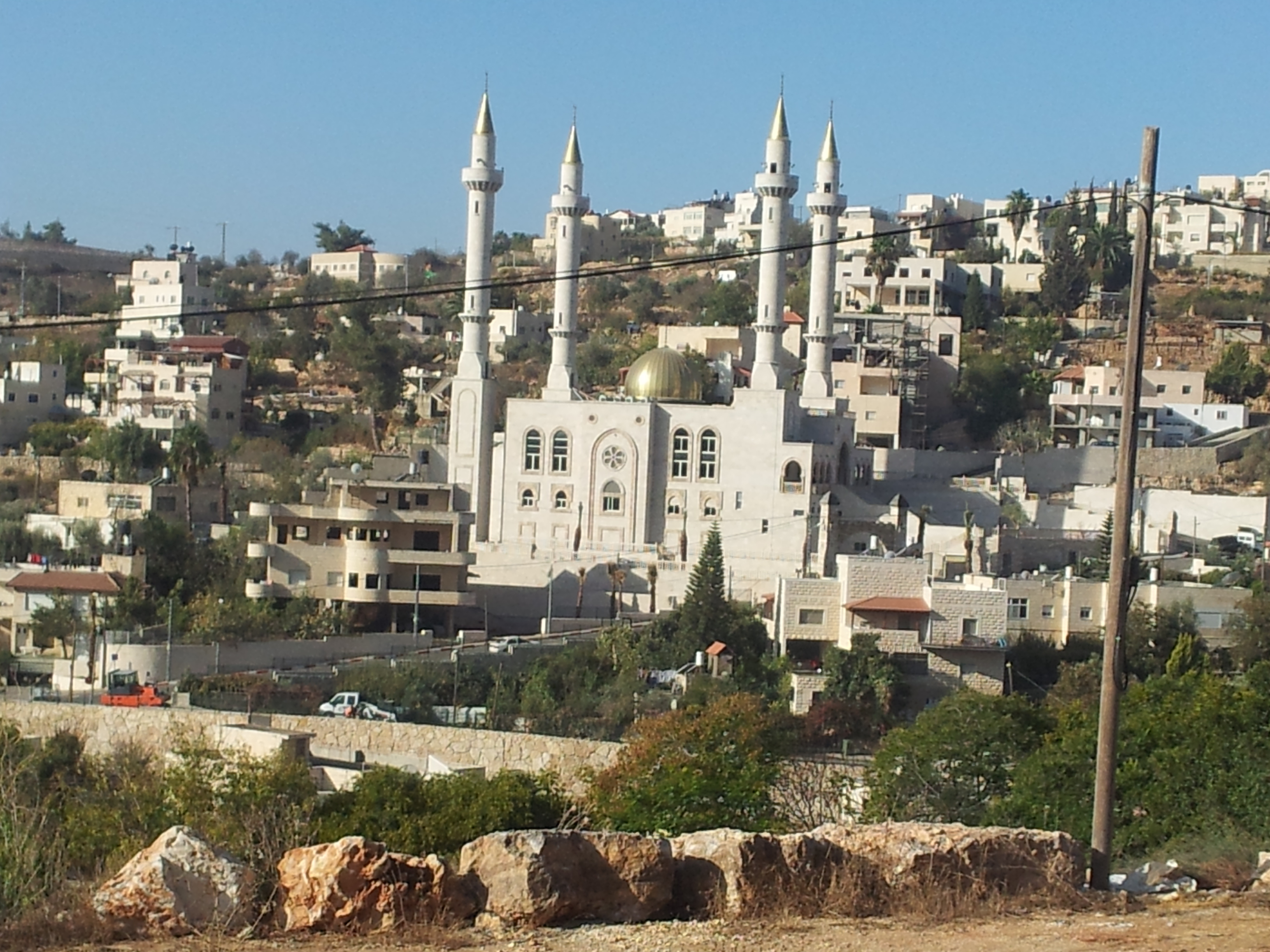
Vue de la mosquée Akhmad Kadyrov.

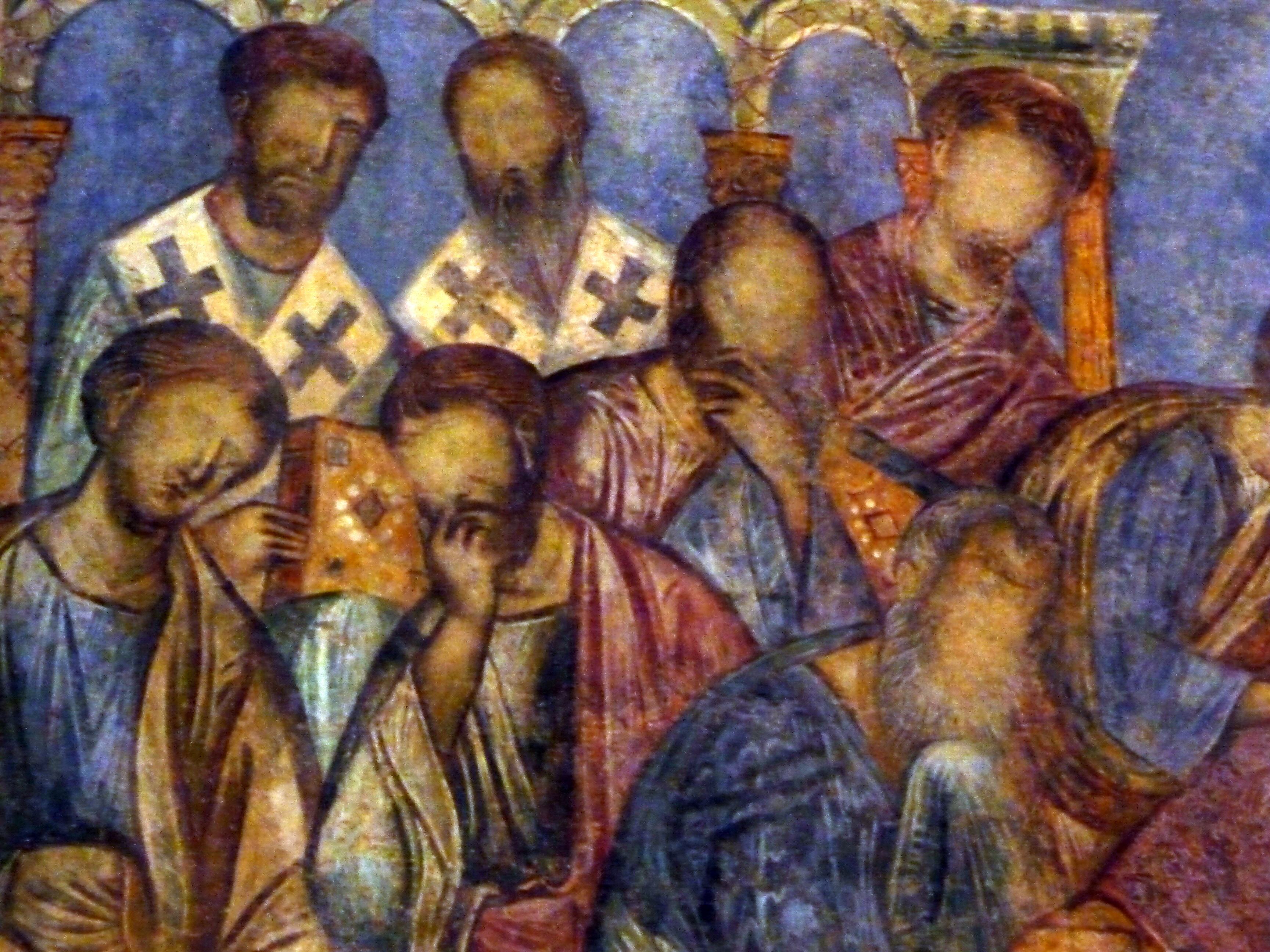
Détail des fresques de l'église des Croisés d'Abou Gosh.

Les vestiges les plus anciens situés à proximité des sources d'eau naturelles du village, datent de l'époque néolithique. Leur découverte date de 1950, sous la direction de l'archéologue français André Parrot et de son équipe (dont Jean Perrot). Quant aux vestiges de l'époque du Second Temple, deux complexes d'inhumation sont découverts lors des fouilles archéologiques menées par les religieux catholiques installés à Abou Gosh, en 1923.
Dans le village, au fond de la vallée et à proximité de la source d'eau Eïn-Marzouk, se dresse un camp militaire de l'époque romaine, semblable à ceux retrouvés au Qastel et à Motza. Plusieurs écritures gravées dans la roche ont été retrouvées, laissées par la Xe légion romaine, notamment une stèle qui soutient maintenant un mur de l’abbaye d’Abou Gosh.
Un caravansérail fortifié est construit sur les vestiges du camp romain abandonné, au IXe siècle à l'époque arabe et sous la dynastie des Abassides, comme celui retrouvé à Ramla. Il sert alors de point de surveillance sur la route menant à Jérusalem. C'est à cette époque que le village prend le nom de Karyat el-Anab.
Au XIIe siècle, les Croisés, identifiant le lieu à l'Emmaüs des Évangiles, construisent à l'emplacement une église et un monastère. Ces derniers sont à plusieurs reprises détruits par les armées musulmanes turque et caucasienne. À la suite des négociations entreprises par l'empereur Napoléon III, le terrain est offert à la France en 1875 par le sultan ottoman Abdülaziz, en compensation de sa perte de l’église Saint-Georges de Lydda dont s’étaient emparés les Grecs orthodoxes en 1871. Le site est progressivement restauré par les autorités françaises et le monastère confié successivement aux franciscains, aux lazaristes puis aux moines bénédictins olivétains, ces derniers envoyés en 1976 par la communauté du Bec-Hellouin, bientôt rejoints par des moniales.
Jusqu'à aujourd'hui, la source de Eïn-Marzouk sert de crypte à l'édifice religieux. 
De 1920 à 1924 est construite sur le site de Kiryat-Yéarim l'église Notre-Dame-de-l'Arche-d'Alliance sur les vestiges d'une basilique byzantine du Ve siècle. Cette basilique est l'œuvre de Marie-Jeanne Rumèbe, connue en religion sous le nom de Sœur Joséphine de Jérusalem, mère des Sœurs de Saint-Joseph-de-l'Apparition.
Pendant la guerre israélo-arabe de 1948, le monastère est utilisé comme infirmerie improvisée par la brigade Harel[réf. nécessaire]. Le village est sauvé de la conquête et de la destruction prévues par le plan Daleth car ses dirigeants avaient conclu un accord avec la milice terroriste sioniste du Lehi, qui l’ont même défendu contre la Haganah qui voulait appliquer le plan. Gueoulah Cohen, militante d’extrême-droite de cette milice, est intervenue en faveur du village car un de ses habitants lui avait fourni de l’aide pour s’évader des prisons britanniques en 1946.
Abou Gosh abrite une des mosquées modernes les plus grandes de la région qui porte le nom de l'ancien président tchétchène Akhmad Kadyrov. En effet, de nombreux habitants du village se considèrent comme descendants de Tcherkesses ou de Tchétchènes.

### Les Hospitaliers
Cette ancienne commanderie croisée bâtie par l'ordre de Saint-Jean de Jérusalem pour héberger les pèlerins, désormais territoire français (au même titre que l'église Saint-Anne, l'Eléona et le tombeau des Rois à Jérusalem), est actuellement l'abbaye Sainte-Marie de la Résurrection. C'est l'un des plus beaux vestiges de l'architecture franque en Terre Sainte.